# Katy Manning
Ne doit pas être confondu avec Kathy Manning.
Pour les articles homonymes, voir Manning.
Katy Manning, née le 14 octobre 1946, est une actrice anglaise naturalisée australienne ayant tourné dans de nombreuses séries télévisées britanniques et est principalement connue pour son rôle de Jo Grant dans la série anglaise Doctor Who et ses rôles au théâtre.

## Jeunesse
Née d'un père journaliste sportif, Katy Manning myope dès son plus jeune âge et raconte être plusieurs fois rentrée dans la mauvaise maison lorsqu'elle rentrait de l'école. Elle passe toute une année à l'hôpital à la suite d'un accident à l'âge de 16 ans. Attirée par le métier d'actrice, elle part aux États-Unis à l'âge de 18 ans et passe un contrat de 5 ans avec la MGM. De retour en Grande-Bretagne elle prend des cours à la « Webber Douglas Academy of Dramatic Art » avant de rejoindre une compagnie de théâtre au début des années 1970.

## Carrière

### Doctor Who
Durant trois saisons, entre 1971 et 1973 elle joue le rôle de Josephine "Jo" Grant au côté de Jon Pertwee dans la série anglaise Doctor Who en remplacement de l'actrice Caroline John dont le personnage de Liz Shaw ne plaisait plus à la production. Elle intègre la série au côté d'une distribution que les fans appellent la « UNIT Family » incluant Nicholas Courtney (Le Brigadier), John Levene (Le Sergent Benton), Richard Franklin (Le Capitaine Mike Yates) et Roger Delgado (Le Maître.) Décidant au bout de trois ans qu'elle a suffisamment œuvré pour la série, elle part à la fin de la dixième saison lors de l'épisode « The Green Death ».
En 1977, elle pose nue à côté d'une armure de Dalek pour le magazine Girl Illustrated. Les clichés font grand bruit, même si, elle-même trouve cette polémique exagéré estimant qu'elle possède peu de formes. « Vous avez à me mettre sous un microscope pour trouver quelque chose. » Jon Pertwee dit que cette manifestation est « typiquement Katy » (Typical Katy!).
Dans les années 2000, elle reprend son personnage de Jo Grant pour des pièces radiophoniques autour de Doctor Who et tient le rôle d'une Dame du temps du nom d'Iris Wildthyme. En 2005, elle fait une apparition dans l'émission Doctor Who — Inside The TARDIS avec les acteurs Sylvester McCoy et Colin Baker, parlant de leur expérience sur la série . En 2010, elle reprend son rôle de Jo Grant dans « Death of the Doctor », un épisode de la série dérivée de Doctor Who The Sarah Jane Adventures.
Avec John Levene et Richard Franklin, elle fait partie de la distribution principale du troisième Docteur encore en vie.

### Autres rôles
Dans les années 1980, Katy Manning se tourne vers la production et l'écriture,. À cette époque, elle tourne dans une pièce avec Ian Cullen et Jane Goddard. Elle joue dans la pièce "Run for your Wife" en Australie entre 1987 et 1988. En 1996 elle fait une apparition dans le show de Ruby Wax dans un sketch au côté de son amie d'enfance Liza Minnelli.
En 2005, elle apparaît dans le film noir à petit budget When Darkness Falls (2005) de l'Australien Rohan Spong. En 2007, elle apparaît dans le rôle d'Yvette dans une adaptation théâtrale de la série Allô Allô à Brisbane, au côté de Gorden Kaye, René Artois, Guy Siner, Sue Hodge, Steven Tandy et Jason Gann. En 2011, elle joue le rôle de she Blodwyn Morgan dans la pièce de Peter Gordon Death by Fatal Murder.
En 2009, elle retourne en Angleterre pour y jouer la totalité des rôles dans une adaptation de la pièce Me and Jezebel. La pièce est un succès et le Edinburgh Evening News la cite comme l'une des « meilleures actrices d'Angleterre. » 

### Vie personnelle
Elle aurait été mariée pendant deux mois à l'acteur Raynor Burton. Mais ce fait a été démenti par elle lors d'une interview pour le magazine Radio Times. En 1979, elle devient la mère de deux jumeaux, dont le père est l'acteur Dean Harris. Ses enfants étant nés prématurés avec des problèmes de souffle, elle part en Australie et y rencontre son actuel partenaire, Barry Crocker. Après une trentaine d'années passées en Australie, elle revient en Angleterre aux alentours de 2009.

## Filmographie sélective
- 1970 : Softly, Softly: Taskforce : Peggy
- 1971 :  M.. Tumbleweed : L'épouse
- 1971 : Man at the Top de Kenneth Haigh : Julia Dungarvon
- 1971 à 1973 : Doctor Who : Jo Grant
- 1973 : Don't Just Lie There, Say Something! de Bob Kellett : Damina
- 1973 : Armchair Theatre : Anna
- 1975 : Eskimo Nell : Hermione
- 1977 : Target : Joanne
- 1984 : Melvin, Son of Alvin de John Eastway : Estelle
- 1986 : Frog Dreaming de Brian Trenchard-Smith : Mrs. Cannon
- 2002 : All Saints : Greta Franck
- 2006 : When Darkness Falls : Miss Harrington
- 2010 : The Sarah Jane Adventures : « Death of the Doctor » : Jo Jones
- 2011 : Oakie's Outback Adventures : Oakie
- 2013 : The Five(ish) Doctors Reboot : Elle-même
- 2019 : Doctor Who : « Hello Boys ! » : Jo Jones (mini-épisode)
- 2020 : The Sarah Jane Adventures : « Farewell, Sarah Jane » : Jo Jones (mini-épisode)
- 2020 : Doctor Who : « U.N.I.T. On Call » : Jo Jones (mini-épisode)
- 2020 : Doctor Who : « Return of the Autons » : Jo Jones (mini-épisode)
- 2022 : Doctor Who : « Le Pouvoir du Docteur » : Jo Jones
- 2023 : Doctor Who : « Defenders of Earth » : Jo Jones (mini-épisode)
- 2023 : Tales of the TARDIS : « The Three Doctors » : Jo Jones